# 井俣憲治
井俣 憲治（いまた けんじ、1966年10月28日 - ）は、日本の政治家。元愛知県東郷町長（2期）、元東郷町議会議員（3期）、元愛知県町村会副会長。

## 来歴
愛知県愛知郡東郷村で生まれ、東郷町立音貝小学校、東郷町立東郷中学校、愛知県立東郷高等学校、1989年（平成元年）3月に愛知大学法経学部、をそれぞれ卒業し、新日本証券、消費者金融の日栄などで勤務する。
2007年（平成19年）4月に東郷町議会議員として初当選し、2011年（平成23年）に再選される。

### 2014年東郷町長選挙
2014年（平成26年）8月24日の東郷町長選挙に立候補するも次点で落選する。
※当日有権者数：31,905人 最終投票率：46.66%（前回比：pts）
| 候補者名 | 年齢 | 所属党派 | 新旧別 | 得票数  | 得票率 | 推薦・支持 |
| -------- | ---- | -------- | ------ | ------- | ------ | ---------- |
| 川瀬雅喜 | 74   | 無所属   | 現     | 5,880票 | 40.20% |            |
| 井俣憲治 | 47   | 無所属   | 新     | 5,436票 | 37.16% |            |
| 若園秀子 | 57   | 無所属   | 新     | 3,311票 | 22.64% |            |

2015年（平成27年）の東郷町議会議員選挙に立候補して3選され、議長を務める。

### 2018年東郷町長選挙
2018年（平成30年）4月5日に町長の川瀬雅喜が、闘病中の妻の看病を理由に5月21日付で辞職する旨を発表する。5月20日の町長選挙に再び立候補し、自民党・公明党・日本のこころの推薦を受けた前副町長の加藤浩を破り町長に初当選した。
※当日有権者数：33,582人 最終投票率：47.27%（前回比：＋0.61pts）
| 候補者名 | 年齢 | 所属党派 | 新旧別 | 得票数  | 得票率 | 推薦・支持                           |
| -------- | ---- | -------- | ------ | ------- | ------ | ------------------------------------ |
| 井俣憲治 | 51   | 無所属   | 新     | 8,540票 | 54.53% |                                      |
| 加藤浩   | 65   | 無所属   | 新     | 7,120票 | 45.47% | （推薦）自民党・公明党・日本のこころ |

### 2022年東郷町長選挙
2022年（令和4年）4月24日投開票の町長選挙で再選される。
※当日有権者数：34,198人 最終投票率：44.83%（前回比：-2.44pts）
| 候補者名 | 年齢 | 所属党派 | 新旧別 | 得票数  | 得票率 | 推薦・支持             |
| -------- | ---- | -------- | ------ | ------- | ------ | ---------------------- |
| 井俣憲治 | 55   | 無所属   | 現     | 8,694票 | 57.38% |                        |
| 水川淳   | 54   | 無所属   | 新     | 6,458票 | 42.62% | （推薦）自民党・公明党 |

2024年4月24日、職員への継続的なハラスメント行為が第三者委員会の調査で認定されたことを受け、町議会議長の石橋直季宛てに辞職願を提出した。5月2日付で辞職した（詳細は後述）。

## 町職員へのハラスメント問題

### ハラスメントの発覚
2023年（令和5年）11月14日に、中日新聞の取材により井俣が町職員にパワハラと疑われる発言を繰り返していたことが分かった。同紙が入手した音声データには「バカじゃねえか」（2022年5月の音声）「アホ、仕事してなくても同じ給料なのはおまえらだけだ」「○○君のやっている仕事は、パートのおばちゃんだってできるんじゃない？」（2022年7月の音声）「お前ら定年するまでずっと異動なしにしてやるぞ。全員10月に飛ばしてやろうかと」といった声が記録されていた。これらの言葉は井俣が職員から業務の報告を聞く「町長レク」で発せられた。
井俣のハラスメント疑惑が浮上したきっかけは、2023年2月の幹部会議だった。東郷町男性職員によると、井俣は職員に「お前何しにおるんだ？」「最上級のアンポンタン野郎が」と放言した。井俣の発言を問題視した町幹部の職員は、同年10月下旬から保育園勤務者などを除く全職員約230人に電子メールでアンケートを実施した。約3割の72人が回答したうち39人が井俣からハラスメントを「受けた」「見た」とした。アンケート調査の結果、パワハラが疑われる発言が59件、セクハラが疑われる言動が16件あり、具体的に「死ね」「能無し」「彼氏はいるか」「いつ結婚するの」などの発言が挙がったほか、着ぐるみを着た女性職員に抱きつく行為があったことが分かった。アンケートの公表に際して井俣は、町の職員が見られる場所に載せないでほしい、と抑えにかかった。町職員は「どうぞ町職員をお助け下さい」の文書を添え、アンケート結果を議員にも送付した。問題発覚を受け、町には連日、批判の電話などが相次いだ。
11月15日に井俣は、東郷町議会全員協議会で「業務の質を求めるために圧をかけた」と認め、「残念では済まない事案を起こしてしまった」と述べて陳謝した。責任を取り、町長報酬を減額する条例改正案を町議会12月定例会に提出することも表明した。全員協議会では他に、「町長から『最上級のあんぽんたん野郎』という言葉を浴びせられたとの訴えが職員から寄せられている」（副町長）、「町長が女性職員にセクハラと思われる発言をした場面に立ち会ったことがある」（企画政策部長）などの証言があった。
11月16日に井俣は記者会見を開き、改めて不適切な発言をしたことを認めて「認識が甘く反省している」と謝罪した。一連の発言について概ね自身のものであると認め、ハラスメントの認識を問われて「受け手の感じ方が重要だ」と答え、再度アンケートを実施して職員の意向を確認する方針を示した。

### 不信任決議案の審議
11月16日に一部の町議は、井俣に対する不信任決議案を審議する町議会臨時会の招集を請求した。
11月20日に、議会の請求を受けた井俣は、自身に対する不信任決議案を審議する臨時議会を11月27日に召集することを決めた。
11月21日に新たな音声データが公開され、井俣は病気で手術を控えている職員に対して「お前、死んだら香典いくら」と発言していたことが分かった。音声は2023年10月のもので、この職員は井俣から日常的にパワハラを受けていたため自分を守るため録音した。井俣は自分の音声と認め、冗談だったと釈明した。11月21日に議会運営委員会で臨時議会の招集が正式に決まった。
11月27日の臨時会で井俣に対する不信任決議が審議され、採決の結果、賛成10、反対6で否決された。決議に賛成の町議らは、井俣が既に記者会見で陳謝したことや、個々の町議が実施した職員への聞き取りなどにより、井俣のハラスメント行為は事実だと指摘した。被害を受けた職員の保護や町政安定のため「井俣氏は一刻も早く去るべきだ」と主張し、「不問にしたら公的機関が許したことになる」「井俣氏は他人を苦しめていることに気付けない人間だ」などと訴えた。反対した6人も「絶対に許されない」などとハラスメント行為を強く批判して町長を擁護する意見はなかったが、「問題発覚から2週間しかたっておらず、証拠は職員が私的に行ったアンケート結果と、報道されている前後の状況が分からない発言の録音しか存在しない」現状で、選挙で町民が直接選んだ町長を失職させるためにはしっかりした根拠が必要だとして、第三者委員会の調査などによる全容解明を待つ姿勢を示した。この11月27日に井俣は、職員から「辞職を表明しなければ新たな発言を公表する」手紙を受け取り、警察に相談していたことが分かった。
12月1日に開会した町議会12月定例会で、井俣は開会のあいさつをしたのちに本会議を退席した。町議会の石橋直季議長が11月28日付で議会へ提出した、町職員の保護を理由に井俣の登庁を控えることを求める要望書に従ったが、決裁や国や県とのやりとりなど一般公務は登庁して「控えることはしない」と述べた。

### 第三者委員会の設置
12月21日に東郷町議会は、井俣のハラスメント問題を調査する特別委員会を設置する決議案を全会一致で可決した。この11月21日議会で井俣は、自身の報酬を来年1から3月まで3割減額する条例改正案を提出したが、議員から「責任の取り方は金ではなく、辞職することだ」などの声が上がり、賛成少数で否決された。
2024年4月22日に町の第三者委員会は、調査報告書をまとめて議会へ提出した。職員などへの聴き取り内容から該当する言動が複数あったと認定し、「町政に対する悪影響を生んだと言っても過言ではない」とした。
同年4月24日、井俣は石橋直季議長宛てに辞職願を提出した。5月2日付で辞職。
4月25日には会見を開き「ハラスメントの対象となった職員に心よりおわび申し上げます」と謝罪した。しかし、質疑で各事案について問われると、「すべてを理解し、納得したわけではない。私の記憶にない事案が複数あった」と説明。具体的な事案を記者に問われた際には「誰か分かってしまうけど言いますか。それハラスメントですよ」と返す場面もあった。また、「たとえばペット、避難所におけるペットの扱いでも、『家族』って考える人もいれば、『ペット』と考える人もいれば。不適切だったらご指摘ください、『犬畜生』だと思っている方と、範囲広いと思うんです」とハラスメントの認識の違いについて持論を展開。会見に同席していた議長から「わざわざ犬畜生という言葉を言わなくてもすむのに、そういった発言をするのは不適切です」と指摘され、井俣は「まぁ、議長において、不快に思われたということでありましたら、訂正させていただきます」とした。